# Joshua Masters
Joshua Masters (* 6. April 1995 in Maidstone) ist ein ehemaliger englischer Squashspieler.

## Karriere
Joshua Masters begann seine Karriere im Jahr 2013 und gewann drei Turniere auf der PSA World Tour. Seine höchste Platzierung in der Weltrangliste erreichte er mit Rang 50 im Mai 2018. 2016 qualifizierte er sich erstmals für die Weltmeisterschaft, bei der er in der ersten Runde ausschied. Er bestritt 2022 sein letztes Turnier auf der World Tour.

## Erfolge
- Gewonnene PSA-Titel: 3